# تسمم هاشي
تسمم هاشي (اختصارًا Htx)، هو فرط نشاط درقية عابر ناجم عن الحادثة الالتهابية المرتبطة بـالتهاب الغدة الدرقية لهاشيموتو الذي يخرب جريبات الغدة الدرقية، مؤدياً لزيادة تحرر هرمونات الغدة الدرقية.

## الأعراض والعلامات
تشمل العلامات السريرية الرئيسية فقدان الوزن (غالباً ما يكون مصحوباً بزيادة الشهية)، قلق، عدم تحمل الحرارة، تعب، تساقط الشعر، وهن، فرط النشاط، هياج، لامبالاة، اكتئاب، بوال، سهاف، هذيان، وتعرق. بالإضافة إلى ذلك، قد يعاني المرضى من مجموعة متنوعة من الأعراض مثل خفقان، اضطراب نظم القلب (خاصة الرجفان الأذيني)، ضيق التنفس، وفقدان الرغبة الجنسية، غثيان وإقياء، وإسهال. يمكن أن يؤدي فرط نشاط الغدة الدرقية غير المعالج على المدى الطويل إلى هشاشة العظام. عند كبار السن، قد لا تكون هذه الأعراض الكلاسيكية موجودة.